# Jorge Perugorría
Jorge Perugorría Rodriguez (L'Avana, 13 agosto 1965) è un attore e regista cubano.

## Biografia
Nato a L'Avana, soprannominato Pichi, debutta nel cinema all'età di un anno, nel film Rio, Verão & Amor del regista brasiliano Watson Macedo. Da ragazzo si occupa di pittura, insegna in una scuola media e studia recitazione. Dopo alcune apparizioni in teatro, in cui recita Shakespeare, si dedica al cinema, venendo spesso chiamato da registi importanti per varie interpretazioni. Il grande successo arriva con Fragola e cioccolato nel 1994. Seguono molte altre pellicole, tra cui Bambola e Volavérunt, entrambi di Bigas Luna e i due film di Steven Soderbergh sulla vita di Che Guevara. In Italia Renzo Martinelli lo sceglie per il ruolo dell'immaginario geometra Montaner in Vajont - La diga del disonore. Negli anni 2010 e 2020 interpreta alcune serie TV.

## Vita privata
È sposato dal 1985 con Elsa Maria Lafuente de la Paz e ha 4 figli: Andros, Adán, Anthuan e Amén.

## Filmografia

### Attore

#### Cinema
- Rio, Verão & Amor, regia di Watson Macedo (1966)
- Derecho de asilo, regia di Octavio Cortázar (1993)
- Los perros tienen hambre - cortometraggio, regia di Paola Castello (1993)
- Fragola e cioccolato (Fresa y chocolate), regia di Tomás Gutiérrez Alea e Juan Carlos Tabío (1994)
- Maite, regia di Emeko Olasagasti e Carlos Zabaga (1995)
- Dile a Laura que la quiero, regia di José Miguel Juarez (1995)
- Guantanamera, regia di Tomás Gutiérrez Alea e Juan Carlos Tabío (1995)
- Bambola, regia di Bigas Luna (1996)
- Cachito, regia di Enrique Urbizu (1996)
- Edipo sindaco (Edipo alcalde) regia di Jorge Ali Triana (1996)
- Un asunto privado, regia di Imanol Arias (1996)
- Vertical Love (Amor vertical), regia di Arturo Sotto Diaz (1997)
- Clandestine Stories in Havana, regia di Diego Musiak (1997)
- Life According to Muriel, regia di Eduardo Milewicz (1997)
- Razor in the Flesh (Navalha na carne), regia di Neville De Almeida (1997)
- Cosas que dejé en La Habana (Things I Left in Havana), regia di Manuel Gutiérrez Aragón (1997)
- Doña Barbara, regia di Betty Kaplan (1998)
- Sidoglio Smithee, regia di Jorge Molina (1998)
- Cuando vuelvas a mi lado (By My Side Again), regia di Gracia Querejeta (1999)
- Volavérunt, regia di Bigas Luna (1999)
- Lista d'attesa (Lista de espera), regia di Juan Carlos Tabío (2000)
- Terra del fuoco (Tierra del fuego), regia di Miguel Littin (2000)
- Estorvo (Turbulence), regia di Ruy Guerra (2000)
- Honey for Oshun (Miel para Oshún), regia di Humberto Solás (2001)
- Vajont - La diga del disonore, regia di Renzo Martinelli (2001)
- Nowhere, regia di Luis Sepúlveda (2002)
- Rancour (Rencor), regia di Miguel Albaladejo (2002)
- Más vampiros en La Habana, regia di Juan Padrón (2003)
- Tánger, regia di Juan Madrid (2003)
- Caribe, regia di Esteban Ramorez (2004)
- Scent of Oak (Roble de Olor), regia di Rigoberto López (2004)
- Barrio Cuba, regia di Humberto Solás (2005)
- Frutas en el café, regia di Humberto Padrón (2005)
- Gaijin 2 - Love Me as I Am (Gaijin - Ama-me Como Sou), regia di Tizuka Yamasaki (2005)
- Ants in the Mouth (Hormigas en la boca), regia di Mariano Barroso (2005)
- Reinas - Il matrimonio che mancava (Queens), regia di Manuel Gómez Pereira (2005)
- Una rosa de Francia (Virgin Rose), regia di Manuel Gutiérrez Aragón (2006)
- Night of the Innocents, regia di Arturo Sotto Diaz (2007)
- The Heart of the Earth (El corazón de la Terra), regia di Antonio Cuadri (2007)
- Óscar. Una pasión surrealista, regia di Lucas Fernández (2008)
- El cuerno de la abundancia (Horn of Plenty), regia di Juan Carlos Tabio (2008)
- Che - L'argentino, regia di Steven Soderbergh (2008)
- Che - Guerriglia, regia di Steven Soderbergh (2008)
- La mala, regia di Lilian Rosado González e Pedro Pérez Rosado (2008)
- Afinidades, regia di Jorge Perugorría e Vladimir Cruz (2010)
- Ticket to Paradise (Boleto al paraíso), regia di Gerardo Chijona (2010)
- 7 Days in Havana (7 dias en la Habana), di registi vari (2012)
- Amor crónico, regia di Jorge Perugorría (2012)
- Clara no es nombre de mujer, regia di Pepe Carbájo (2012)
- Dragoi ehiztaria (El cazator de dragones), regia di Patxi Barko (2012)
- Edificio Royal, regia di Iván Wild (2012)
- Se vende (For Sale), regia di Jorge Perugorría (2012)
- Un amor de película, regia di Diego Musiak (2012)
- Boccaccerías Habaneras, regia di Arturo Sotto Diaz (2014)
- Vestido de Novia (His Wedding Dress), regia di Marilyn Solaya (2014)
- La muerte del gato - cortometraggio, regia di Lilo Vilaplana (2014)
- The Wall of Words (La pared de las palabras), regia di Fernando Pérez (2014)
- Ritorno a L'Avana (Return to Ithaca), regia di Laurent Cantet (2014)
- Tarde para Ramón - cortometraggio, regia di Daniel Chile (2014)
- Viva, regia di Paddy Breathnach (2015)
- Un Cuento de Circo & A Love Song, regia di Demián Bichir (2016)
- Kimura, regia di Aldo Rey Valderrama (2017)
- Havana Kyrie, regia di Paolo Consorti (2018)

#### Televisione
- Shiralad. El regreso de los dioses – serie TV  (1995)
- Lynch – serie TV (2012-2013)
- Havana Noir - Le indagini di Mario Conde – miniserie TV (2016)
- Isola Margherita – miniserie TV (2016)
- Vientos de la Habana – miniserie TV (2016)
- Rubirosa – serie TV (2018)
- Doctor Portuondo – serie TV (2021)
- La nostra ultima occasione (La Última) – serie TV (2022)
- Le notti di Tefía (Las noches de Tefía) – serie TV (2023)

### Regista e produttore
- Habana abierta (2003)
- Santiago y la Virgen en la Fiesta del Fuego - cortometraggio (2005)
- Afinidades (2010)
- Amor crónico (2012)
- Se vende (For Sale) (2012)
- Fátima o el Parque de la Fraternidad (2015)

### Doppiatore
- Black is Beltza, film d'animazione, regia di Fermin Muguruza (2018)

## Doppiatori italiani
Nelle versioni in italiano delle opere in cui ha recitato, Jorge Perugorría è stato doppiato da:
- Roberto Pedicini in Bambola
- Sergio Di Stefano in Volavérunt
- Francesco Pannofino in Vajont
- Marco Mete in 7 Days in Havana

## Riconoscimenti
- 1993 - Havana Film Festival
  - Miglior attore per Fragola e cioccolato
- 1994 - Chicago International Film Festival
  - Premio Silver Hugo per Fragola e cioccolato
- 1994 - Gramado Film Festival
  - Premio Golden kikito per Fragola e cioccolato
- 1995 - Premio Ace per Fragola e cioccolato
- 2000 - Yoga Awards
  - Special Award per Volavérunt
- 2001 - Cartagena Film Festival
  - Premio Golden India Catalina per Lista d'attesa
- 2003 - Havana Film Festival
  - Premio El Megano Award per Habana Abierta
- 2006 - Turia Awards
  - Premio speciale alla carriera
- 2009 - Mar del Plata Film Festival
  - Special Jury Award per El cuerno de la abundancia
- 2009 - Lleida Latin-American Film Festival
  - Premio Honorary Award
- 2012 - SXSW Film Festival in Austin, Texas
  - Candidatura ad Audience Award
- 2014 - Bogota Film Festival
  - Premio Special Precolumbian Icon
- 2014 - Havana Film Festival
  - Candidatura ad Audience Award